# Southside, Alabama
Southside là một thành phố thuộc quận Etowah, tiểu bang Alabama, Hoa Kỳ. Dân số năm 2009 là 8495 người, mật độ đạt 173 người/km².